# Disarmonia Mundi
Disarmonia Mundi est un groupe de death metal mélodique italien, originaire d'Avigliana, dans le Piémont. Il débute initialement en tant que groupe de metal progressif. Après que Benny Bianco Chinto quitte le groupe, c'est le chanteur de Soilwork Björn Strid qui prendra le relais. Les deux premiers albums sont parus sous Scarlet Records, mais le groupe est depuis chez le label italien Coroner Records.

## Biographie

### Débuts etNebularium
Ettore Rigotti forme Disarmonia Mundi à  Avigliana, dans le Piémont, en janvier 2000. Après plusieurs essais, le groupe sort son premier album, Nebularium, en 2001,  produit par Ettore dans son propre studio. À l'époque le groupe était composé de Benny Bianco Chinto, Ettore Rigotti, Simone Palermiti et Mirco Andreis. Le groupe réussit à signer un contrat avec Self et CD-Maximum pour le marché italien et russe. Malheureusement, à la suite de plusieurs problèmes avec certains membres, le groupe est très ralenti pour enregistrer son prochain album.

### Fragments of D-Generation
Les membres restants sont Ettore Rigotti et Mirco Andreis. Ils sont rejoints par un nouveau chanteur, Claudio Ravinale et ensemble ils commencent à travailler sur de nouvelles bases. L'ex-chanteur Benny Bianco Chinto écrit de nouvelles chansons. Finalement, Disarmonia Mundi signe un contrat avec le label Scarlet Records.
Déterminés à vouloir sortir un nouvel album auto-produit, le groupe commence à ré-enregistrer avec du nouveau matériel dans le studio d'Ettore. Peu après ils entrent en contact avec Björn « Speed » Strid (Soilwork/Terror 2000) qui se montre très intéressé par leur musique. L'idée d'une collaboration était d'abord une farce mais devint réelle quand Speed rejoignit le groupe pour enregistrer le chant sur un nouvel album Fragments of D-Generation. Après l'enregistrement et le mixage, Goran Finnberg de Mastering Room s'occupe de la masterisation en Suisse. La sortie de Fragments of D-Generation leur donne l'opportunité d'être un groupe connu et apprécié,, ainsi que la possibilité de tourner un clip vidéo de la chanson Red Clouds. Malheureusement, le fait de ne pouvoir trouver des musiciens dignes de confiance a empêché le groupe de jouer sur scène et Disarmonia Mundi s'« enferme » dans le studio d'Ettore afin de composer un nouvel album prévu pour fin 2005.

### Mind Tricks
Alors qu'Ettore et Claudio travaillent sur un nouvel enregistrement, Mirco décide de quitter le groupe pour se concentrer sur sa carrière de directeur vidéo. Les membres restants composent le noyau de leur nouvel album en trois semaines tandis que plus de temps est consacré aux recherches d'amélioration des nouvelles chansons. Ils sont plus que deux membres à enregistrer Mind Tricks avec Strid encore une fois au chant. Durant l'enregistrement, Mirco filme la vidéo Celestial Furnace et après un délai dû aux problèmes de mixage et de masterisation, la maquette finale est envoyée à Alessandro Vanara de The Metal House en Italie. Le nouvel album Mind Tricks est sorti en été 2006.

### The Isolation Game
Le 12 novembre 2008, le groupe révèle sur MySpace avoir terminé la préproduction de leur quatrième album à venir, The Isolation Game prévu pour printemps l'année prochaine, en 2009. Leur label se révélera être Coroner Records, situé en Italie. Disarmonia Mundi publie une édition remasterisée de leur premier album, Nebularium, en format double-digipack chez Coroner Records le 26 juin 2009. L'album s'accompagne en bonus de l'EP The Restless Memoirs.
Les enregistrements de The Isolation Game prennent place aux studio The Metal House d'Ettore Rigott. Strid enregistre les morceaux vocaux de « quelques chansons » sur The Isolation Game. Comme pour Mind Tricks, The Isolation Game fait participer Ettore et Claudio au chant. Björn Strid contribue à cet album sur sept morceaux en tant qu'invité, tandis que le chanteur Antony Hämäläinen et le guitariste Olof Mörck, tous deux de Nightrage, participent à deux chansons. 
Le nouvel album de Disarmonia Mundi, The Isolation Game, sort le 9 décembre 2009. Après sa sortie, The Isolation Game est positivement accueilli par la presse spécialisée, une d'entre elles citant que « même s'il s'agit d'un bel exemple de death metal mélodique à la suédoise, il n'a rien à voir avec ce qu'on a déjà entendu. »

### Derniers événements
Le 10 novembre 2011, Ettore et Claudio annoncent sur Myspace avoir formé un nouveau groupe avec Neroargento et Elliot, appelé The Stranded. Le groupe commence à écrire un nouvel album en septembre 2012.
Le 5 février 2015, le groupe annonce sur Facebook le mastering de leur album qui reste toujours sans titre. Le 16 mars 2015, leur nouvel album, Cold Inferno, est annoncé pour le 9 juin 2015. Il s'agit de leur premier album en l'espace de six ans.

## Membres

### Membres actuels
- Ettore Rigotti - chant, guitare, claviers, batterie, basse (depuis 2000)[1]
- Claudio Ravinale - chant, paroles (depuis 2004)[1]

### Anciens membres
- Bjorn « Speed » Strid - chant
- Simone Palermiti − guitare (1999-2002)[1]
- Benny Bianco Chinto − chant (1999-2002)[1]
- Federico Cagliero − guitare (2002)[1]
- Mirco Andreis − basse (1999-2005)[1]

## Discographie
- 2001 : Nebularium
- 2002 : Fragments of D-generation
- 2006 : MindTricks
- 2009 : The Isolation Game
- 2015 : Cold Inferno
- 2025 : The Dormant Stranger

## Vidéographie
- Red Clouds
- Celestial Furnace